# Leonardo Vinés
Leonardo Vinés (n. Viña del Mar, Chile, 20 de septiembre de 1952) es un exfutbolista y actual entrenador de fútbol chileno. Actualmente dirige en las divisiones inferiores de Santiago Wanderers. Jugaba de portero.

## Trayectoria
Comenzó su carrera en Santiago Wanderers para luego tener un largo recorrido en el fútbol de ascenso destacando el ascenso a la Primera B de Chile tras ser campeón de Tercera División con Deportes Laja.
Como entrenador comenzó en las divisiones inferiores de Santiago Wanderers para luego hacer sus primeras armas en Concón National y Unión Flor Star siendo en este momento el presidente del Colegio de Técnicos de la V Región de Valparaíso. Su primer equipo como entrenador en el profesionalismo sería Lota Schwager donde salvaría al club de perder la categoría y luego construiría la base del plantel que consiguió el ascenso a la división de honor del fútbol chileno.
Tras dirigir nuevamente en la Primera B a Arturo Fernández Vial y Naval regresa a Lota Schwager pero esta vez en dirigiendo en la Primera División pero pese a la remontada de su equipo termina perdiendo la categoría. En el 2008 lograría un récord al permanecer solo dos semanas como técnico de Naval.
En el 2010 tras un paso por San Luis de Quillota regresa a las divisiones inferiores de Santiago Wanderers donde obtiene el subcampeonato de la categoría sub-18 y en forma personal logrando el título del Mejor Técnico del Fútbol Joven.

## Clubes

### Como futbolista
| Club               | País  | Año       |
| ------------------ | ----- | --------- |
| Naval              | Chile | 1972-1974 |
| Unión La Calera    | Chile | 1975      |
| O'Higgins          | Chile | 1976      |
| San Antonio Unido  | Chile | 1977-1981 |
| Santiago Wanderers | Chile | 1982      |
| Deportes Laja      | Chile | 1983      |
| Santiago Wanderers | Chile | 1984      |
| Provincial Osorno  | Chile | 1985      |
| Unión Santa Cruz   | Chile | 1986      |
| Quintero Unido     | Chile | 1987      |
| Provincial Osorno  | Chile | 1988-1990 |

### Como entrenador
| Club                  | País  | Año       |
| --------------------- | ----- | --------- |
| Concón National       | Chile | 2003      |
| Unión Flor star       | Chile | 2004      |
| Lota Schwager         | Chile | 2005-2006 |
| Arturo Fernández Vial | Chile | 2006-2007 |
| Naval                 | Chile | 2007      |
| Lota Schwager         | Chile | 2007      |
| Naval                 | Chile | 2008      |
| San Luis              | Chile | 2008      |
| Deportes Limache      | Chile | 2016      |

## Palmarés

### Como jugador

#### Campeonatos nacionales
| Título    | Club              | País  | Año  |
| --------- | ----------------- | ----- | ---- |
| Primera B | Provincial Osorno | Chile | 1990 |

### Distinciones individuales
| Distinción                                          | Año  |
| --------------------------------------------------- | ---- |
| Mejor Técnico del Fútbol Joven (Santiago Wanderers) | 2010 |